# مسابقات جهانی ژیمناستیک هنری ۱۹۹۵
مسابقات جهانی ژیمناستیک هنری ۱۹۹۵ سی و یکمین دوره مسابقات جهانی ژیمناستیک هنری است که در سابائه، فوکوئی، ژاپن از ۱ تا ۱۰ اکتبر ۱۹۹۵ میلادی برگزار شده است.

## جدول مدال‌ها
| رده | کشور                |   |   |   | مجموع |
| --- | ------------------- | - | - | - | ----- |
| ۱   | چین                 | ۳ | ۶ | ۱ | ۱۰    |
| ۲   | اوکراین             | ۳ | ۲ | ۱ | ۶     |
| ۳   | رومانی              | ۳ | ۱ | ۳ | ۷     |
| ۴   | بلاروس              | ۲ | ۱ | ۱ | ۴     |
| ۴   | روسیه               | ۲ | ۱ | ۱ | ۴     |
| ۶   | آلمان               | ۱ | ۰ | ۰ | ۱     |
| ۶   | ایتالیا             | ۱ | ۰ | ۰ | ۱     |
| ۶   | سوئیس               | ۱ | ۰ | ۰ | ۱     |
| ۹   | ژاپن                | ۰ | ۳ | ۱ | ۴     |
| ۱۰  | ایالات متحده آمریکا | ۰ | ۱ | ۱ | ۲     |
| ۱۱  | بلغارستان           | ۰ | ۰ | ۲ | ۲     |
| ۱۲  | فرانسه              | ۰ | ۰ | ۱ | ۱     |